# 高桥镇 (峨眉山市)
高桥镇，是中华人民共和国四川省乐山市峨眉山市下辖的一个乡镇级行政单位。2019年12月，撤销沙溪乡，将其所属行政区域划归高桥镇管辖。

## 行政区划
高桥镇下辖以下地区：
中兴社区、高桥村、严寺村、汪坎村、观音村、黄茅村、张沟村、福田村、万槽村、余村、云福村、两河村、王李村、杨寺村和寨子村。